# Спортсмен года в Республике Сербской
Спортсмен года в Республике Сербской, официально Лучший спортсмен Республики Сербской (серб. Најбољи спортиста Републике Српске) — премия, вручаемая ежегодно информационным агентством «Глас Српске» лучшему спортсмену, представлявшему Республику Сербскую. Ежегодно Глас Српске называет 10 лучших спортсменов года, из которых и выбирается итоговый победитель; также организация называет лучшего спортсмена по версии читателей агентства «Глас Српске» .
Лучших спортсменов Боснийской Краины называли ещё с 1955 года, когда Краина входила в состав СР Боснии и Герцеговины. Сама же премия была учреждена в 1992 году, когда впервые были названы 10 лучших спортсменов страны. Помимо 10 лучших спортсменов и абсолютного победителя, «Глас Српске» называет также имена послов спорта в этом году, лучшего спортивного журналиста, лучшее освещение спортивного события, а также награждает лиц за вклад в развитие национального спорта, паралимпийского движения и называет лучших дебютантов года (спортсменов, подающих надежды).

## Все обладатели премии
- 1992: Миролюб Кременович (карате)
- 1993: Санда Вукович (баскетбол)
- 1994: Драгиша Вулетич (карате)
- 1995: Ваня Мандич (самбо)
- 1996: Милош Плечаш (кикбоксинг)
- 1997: Синиша Гатарич (карате)
- 1998: Зоран Кукич (баскетбол)
- 1999: Сладжяна Голич (баскетбол)
- 2000: Далибор Благоевич (карате)
- 2001: Борис Еличич (карате)
- 2002: Драженко Нинич (кикбоксинг)
- 2003: Драженко Нинич (кикбоксинг)
- 2004: Джордже Паштар (боулинг)
- 2005: Горан Пашич (гребля на байдарках и каноэ)
- 2006: Люсия Кимани (лёгкая атлетика)
- 2007: Дияна Васич (волейбол)
- 2008: Митар Мрдич (дзюдо)
- 2009: Неманя Билбия (футбол)[4]
- 2010: Драгица Драпич (карате)
- 2011: Младен Плоскич (карате)[5]
- 2012: Ивана Нинкович (плавание)
- 2013: Филип Адамович (баскетбол)
- 2014: Неманя Гордич (баскетбол)
- 2015: Наташа Видович (карате)
- 2016: Михайло Чепркало (плавание)[6]
- 2017: Ана Гаич (волейбол)
- 2018: Дарко Савич (гребля на байдарках и каноэ)[7]
- 2019: Боян Любишич (гандбол)[8]
- 2020: Далибор Илич (баскетбол)
- 2021: Горан Закарич (футбол)